# ERP5
ERP5 é um software livre publicado sob a licença GPL utilizado para sistemas ERP/CRM/MRP/SCM/PDM para empresas, indústrias e órgãos governamentais. A criadora do software é a empresa francesa Nexedi.
Utiliza da plataforma de servidor Zope e principalmente a linguagem de programação Python.